# Not Over Yet
A Not Over Yet KSI brit rapper és énekes kislemeze, Tom Grennan brit énekes közreműködésével. A dalt a két előadó, Sara Boe, Richard Boardman, illetve a szám producerei, Digital Farm Animals és Billen Ted szerezte. A Not Over Yet digitális letöltésként és streaming platformokon jelent meg a Warner Music Group, a Beerus Limited és az Atlantic Records kiadókon keresztül, 2022. augusztus 5-én. A dal remixét 2022. augusztus 27-én adták ki, Headie One és Nines közreműködésével és előadták KSI Luis Alcaraz Pineda elleni ökölvívó-mérkőzése előtt.
A Not Over Yet negyedik helyen debütált a brit kislemezlistán, KSI nyolcadik, míg Grennan negyedik dala lett, ami az első tíz hely egyikét elérte.

## Számlista
| 1. | Not Over Yet (Tom Grennan közreműködésével) | 2:35 |

| 1. | Not Over Yet (remix; Headie One és Nines közreműködésével) | 2:29 |
| 2. | Not Over Yet (Tom Grennan közreműködésével)                | 2:35 |

| 1. | Not Over Yet (Tom Grennan közreműködésével; akusztikus)    | 2:37 |
| 2. | Not Over Yet (Tom Grennan közreműködésével)                | 2:35 |
| 3. | Not Over Yet (remix; Headie One és Nines közreműködésével) | 2:29 |

## Közreműködő előadók
- Tom Grennan – vokál, dalszerző
- Billen Ted – producer
- Digital Farm Animals – producer, háttérénekes, dalszerző
- KSI – vokál, dalszerző
- Paul Hesketh – gitár
- Sara Boe – háttérénekes, dalszerző
- Richard Boardman – dalszerző
- Sam Brennan – dalszerző
- Tom Hollings – dalszerző

## Slágerlisták
| Slágerlista (2022)                        | Legmagasabb pozíció |
| ----------------------------------------- | ------------------- |
| Ausztrália (ARIA)                         | 47                  |
| Egyesült Királyság (UK Singles Chart)     | 4                   |
| Global Excl. US (Billboard)               | 136                 |
| Hollandia (Single Tip)                    | 27                  |
| Írország (IRMA)                           | 11                  |
| Magyarország (Single Top 40)              | 5                   |
| Svédország (Sverigetopplistan Heatseeker) | 5                   |
| Szlovákia (Rádio Top 100)                 | 51                  |
| US Hot Dance/Electronic Songs (Billboard) | 20                  |
| Új-Zéland (RMNZ Hot Singles)              | 2                   |

## Minősítések
| Régió                                                            | Minősítés  | Eladott példányszám |
| ---------------------------------------------------------------- | ---------- | ------------------- |
| Egyesült Királyság (BPI)                                         | Aranylemez | 200 000             |
| ‡ Eladási+streaming példányszámok kizárólag a minősítés alapján. |            |                     |

## Kiadások
| Régió       | Dátum                | Formátum(ok)                    | Kiadás     | Kiadó(k)                            | For.   |
| ----------- | -------------------- | ------------------------------- | ---------- | ----------------------------------- | ------ |
| Világszerte | 2022. augusztus 5.   | digitális letöltés streaming CD | Eredeti    | Atlantic Records Warner Music Group | [ 2 ]  |
| Világszerte | 2022. augusztus 28.  | digitális letöltés streaming    | Remix      | Atlantic Records Warner Music Group | [ 15 ] |
| Világszerte | 2022. szeptember 15. | digitális letöltés streaming    | Akusztikus | Atlantic Records Warner Music Group | [ 4 ]  |